# Цичжэнь
Цичжэнь (ум. в III веке) — вождь сяньбэй из племени Дуань.
Цичжэнь был младшим братом Рилуцзяня, первого вождя племени Дуань в командорстве Ляоси. После смерти Рилуцзяня, Цичжэнь стал его преемником на посту вождя. В 289 году Дуань Цзе, вождь племени Дуань, выдал свою дочь замуж за Мужун Хуэя, вождя племени Мужун. Позже госпож Дуань родила Мужун Хуана, Мужун Жэня и Мужун Чжао. Учёные предполагают, что на самом деле Дуань Цзе был Цичжэнем. О смерти Цичжэня ничего не известно, а наследовал ему Дуань Уучень.